# Перово (муниципальный округ)
Перово (муниципальный округ) — бывшее (в 1991—1995 годах) наименование московского района Перово, возникшего при расформировании Перовского района города Москвы, возникшего на территории города Перово Московской области после его включения в состав Москвы в 1960 году. 18 августа 1960 года Указом Президиума Верховного Совета КПСС была установлена новая граница Москвы, проходившая по строящейся (1956—1962 гг.) Московской кольцевой автомобильной дороге (МКАД). Город Перово был включён в состав Москвы, и вся территория нынешнего района «Перово» оказалась в пределах городской черты.

## История Перовского района и округа
Перовский район включал территории современных районов Перово, Новогиреево, Ивановское, Вешняки. Перовский округ, образованный в 1991 году в рамках реорганизации внутреннего устройства Москвы, включал территорию современного района Перово и часть территории Соколиной горы и Южного Измайлово. Расформирован в 1995 году в связи с реформой местного самоуправления. При этом часть территорий переданы районам Соколиная гора (от Шоссе Энтузиастов до Третьей улицы Соколиной горы) и Ивановское (от Шоссе Энтузиастов до улицы Чечулина).